# Роккалумера
Роккалумера (итал. Roccalumera) — коммуна в Италии, располагается в регионе Сицилия, подчиняется административному центру Мессина.
Население составляет 4032 человека, плотность населения составляет 504 чел./км². Занимает площадь 8 км². Почтовый индекс — 98027. Телефонный код — 0942.
Покровителями коммуны почитаются Пресвятая Богородица, празднование в первое воскресение октября, и святой Антоний. Праздник ежегодно празднуется 13 июня.